# シンガポールにおける漢字
シンガポールにおける漢字（シンガポールにおけるかんじ）では、シンガポールで使用される漢字について総合的に説明する。

## 歴史

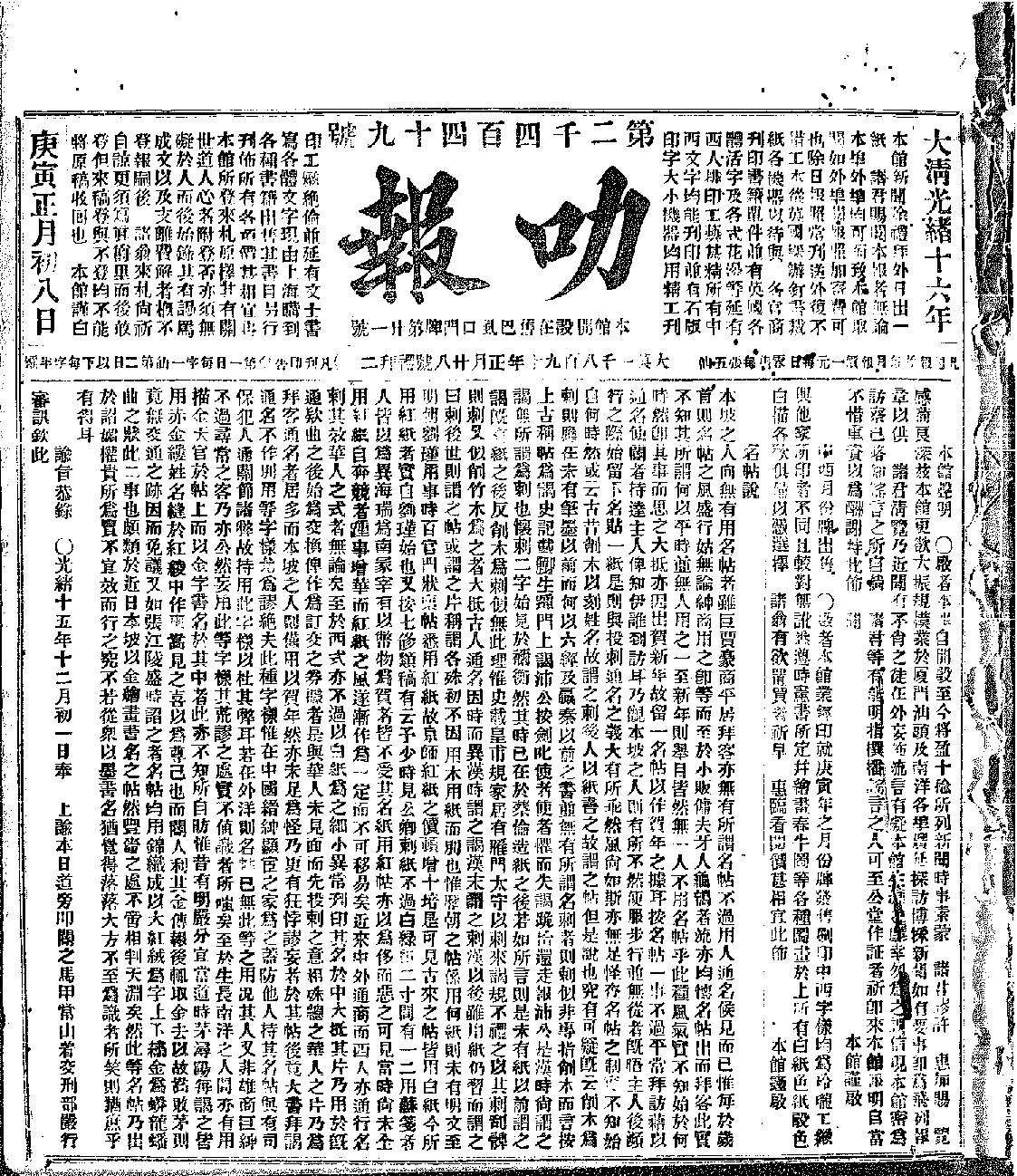
1890年1月28日付の叻報

### 前史
シンガポールにおける漢字の使用は、華人が本格的に移住を開始した19世紀前半にさかのぼる。1819年2月6日、ジョホール王国より商館建設の許可を得たイギリスは、シンガポール島に東南アジアにおける新たな貿易拠点を建設した。1819年当時のシンガポール島は人口150人の小島に過ぎなかったが、5年後の1824年にはシンガポール島の人口は1万人を突破し、1827年には華人が最大の民族集団となった。
1842年、アヘン戦争の結果清朝から香港を獲得したイギリスは、1845年にシンガポールと香港を結ぶ定期航路を開設した。これによりシンガポールの華人人口はさらに増加の一途をたどり、1860年当時、シンガポールの人口は80,792人であったが、そのうち華人は61.9%を占めていた。
1910年の辛亥革命直前には、シンガポールでは保皇党、革命党両派の手によって数多くの中国語新聞が創刊された。保皇党は『叻報』、『星報』、『天南新報』、革命党は『総匯新報』、『中興日報』などを創刊し、紙上で論戦を繰り広げた。辛亥革命ののち、シンガポールの華人学校（中国人学校）では中華民国と同一の教科書が採用された。また、1920年代に文語が伝統的な文言文から白話文に改められた。

### 簡体字の採用

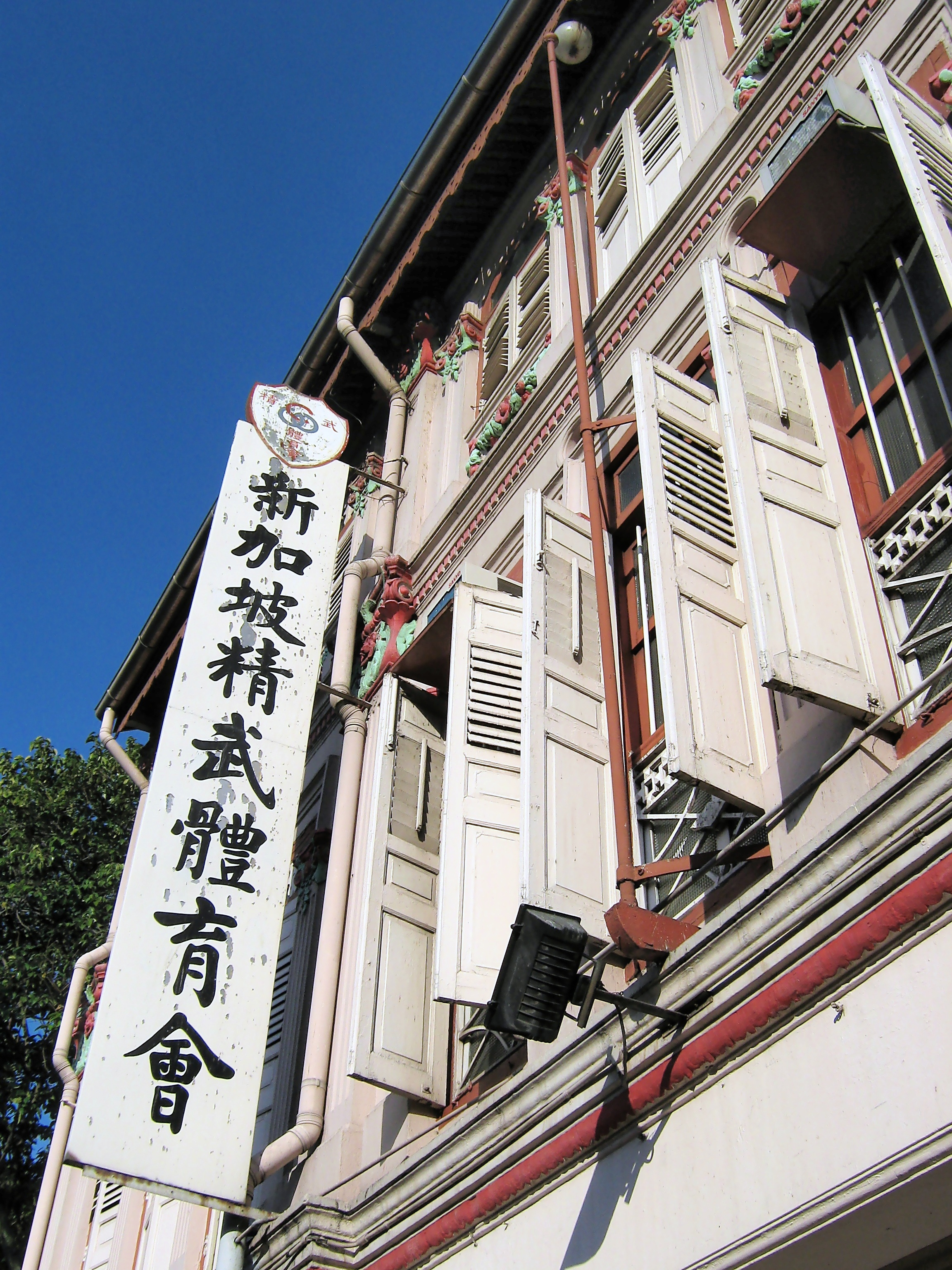
繁体字が使用されている看板

第二次世界大戦後も、シンガポールでは台湾や香港と同様の繁体字（正体字）が主に用いられ、中国で採用された簡体字は使用されていなかった。しかし、1965年8月9日にマレーシアから独立を果たしたシンガポールは、1969年に「簡体字表」を発表し、漢字の簡略化に乗り出した。
この「簡体字表」準拠の簡体字の使用は約7年続いたが、1976年にシンガポール教育省は中国と同一の簡体字を採用することを発表した。以後（2016年）現在に至るまで、シンガポールの公的機関や新聞の本文、標識などで使用される漢字はすべて中国と同一の簡体字である。
しかしながら、繁体字の使用も完全に廃れたわけではなく、屋号や看板、商品名などには未だに繁体字が用いられることもある。また書店には、香港や台湾で出版された繁体字の書籍も並んでいる。

## 現況
（2010年）現在、シンガポール住民の76.7%が華人であり、漢字を使用する言語である中国語（広東語、客家語、福建語など各方言を含む）を母語とする人口も49.9%を占めていることから、シンガポールにおいて漢字の使用は（2016年）現在でも盛んに行われている。
公教育の場においても、中国語（中国の普通話とほぼ同一であるシンガポール華語）は英語、マレー語、タミル語とともに4つあるシンガポールの公用語の1つであるため、シンガポールでは簡体字を用いた中国語教育が必修科目となっている。

## 1969年「簡体字表」
「簡体字表」の簡体字は中国の簡体字と必ずしも同一ではない。表中には中国の簡体字を更に簡略化した二簡字と同一の字体もあるなど、諸外国の字体と比べて更なる簡略化が行われている漢字がある反面、偏旁を簡略化しなかった漢字や、日本の新字体や拡張新字体と同一の字体を採用した漢字があるなど、中国の簡体字より簡略化されていない漢字も存在した。

### 二簡字を採用した漢字
| 康熙字典体 | 正体字 （台湾） | 新字体・拡張新字体 （日本） | 新加坡漢字 （シンガポール） | 簡体字 （中国大陸） |
| ---------- | --------------- | --------------------------- | --------------------------- | ------------------- |
| 要󠄁         | 要              | 要                          | 𡚩                          | 要                  |
| 信         | 信              | 信                          | 伩                          | 信                  |
| 窻         | 窗              | 窓                          | 囪                          | 窗                  |
| 貌         | 貌              | 貌                          | 皃                          | 貌                  |
| 嘴         | 嘴              | 嘴                          | 咀                          | 嘴                  |
| 畱         | 留              | 留                          | 畄                          | 留                  |
| 答         | 答              | 答                          | 荅                          | 答                  |
| 覆󠄁         | 覆              | 覆                          | 覄                          | 覆                  |
| 算         | 算              | 算                          | 祘                          | 算                  |
| 解         | 解              | 解                          | 觧                          | 解                  |
| 刹         | 剎              | 刹                          | 杀                          | 刹                  |

### 中華人民共和国の簡体字とは異なる簡略化をした漢字

#### 独自の字体
| 康熙字典体 | 正体字 （台湾） | 新字体・拡張新字体 （日本） | 新加坡漢字 （シンガポール） | 簡体字 （中国大陸） |
| ---------- | --------------- | --------------------------- | --------------------------- | ------------------- |
| 場         | 場              | 場                          | 㘯                          | 场                  |
| 鬭         | 鬥              | 闘                          | 鬥                          | 斗                  |
| 讀         | 讀              | 読                          |                             | 读                  |
| 諫         | 諫              | 諌                          |                             | 谏                  |
| 飛         | 飛              | 飛                          |                             | 飞                  |
| 無         | 無              | 無                          |                             | 无                  |
| 蕪         | 蕪              | 蕪                          |                             | 芜                  |
| 撫         | 撫              | 撫                          |                             | 抚                  |
| 關         | 關              | 関                          | 𬮦                          | 关                  |
| 國         | 國              | 国                          | 囯                          | 国                  |
| 開         | 開              | 開                          | 𫔭 ()                       | 开                  |
| 褲         | 褲              | 褲                          | 衭                          | 裤                  |
| 來         | 來              | 来                          | 耒                          | 来                  |
| 麗󠄁         | 麗              | 麗                          | 丽                          | 丽                  |
| 賣         | 賣              | 売                          |                             | 卖                  |
| 讓         | 讓              | 譲                          | 誏                          | 让                  |
| 賽         | 賽              | 賽                          | 𡧳                          | 赛                  |
| 獅         | 獅              | 獅                          | 𤞏                          | 狮                  |
| 贖         | 贖              |                             |                             | 赎                  |
| 歲         | 歲              | 歳                          |                             | 岁                  |
| 檯         | 檯              | 枱                          | 枱                          | 台                  |
| 團         | 團              | 団                          |                             | 团                  |
| 續         | 續              | 続                          |                             | 续                  |
| 雜         | 雜              | 雑                          |                             | 杂                  |
|            | 職              | 職                          | 聀                          | 职                  |
| 紙         | 紙              | 紙                          | 帋                          | 纸                  |

#### 日本の新字体と同一の漢字
| 正体字 （台湾） | 新字体 （日本） | 新加坡漢字 （シンガポール） | 簡体字 （中国大陸） |
| --------------- | --------------- | --------------------------- | ------------------- |
| 惡              | 悪              | 悪                          | 恶                  |
| 發              | 発              | 発                          | 发                  |
| 廢              | 廃              | 廃                          | 废                  |
| 覺              | 覚              | 覚                          | 觉                  |
| 肅              | 粛              | 粛                          | 肃                  |
| 亞              | 亜              | 亜                          | 亚                  |

#### 日本の拡張新字体と同一の漢字
拡張新字体の定義にも依るが、「溌」「䔥」を除いてJISには収録されていない為シンガポール独自の漢字と解釈することもできる。
| 康熙字典体 | 正体字 （台湾） | 拡張新字体 （日本） | 新加坡漢字 （シンガポール） | 簡体字 （中国大陸） |
| ---------- | --------------- | ------------------- | --------------------------- | ------------------- |
| 潑         | 潑              | 溌                  | 溌                          | 泼                  |
| 撥         | 撥              | 𫝼                  | 𫝼                          | 拨                  |
| 劃         | 劃              | 㓰                  | 㓰                          | 划                  |
| 檳         | 檳              | 梹                  | 梹                          | 槟                  |
| 蕭         | 蕭              | 䔥                  | 䔥                          | 萧                  |
| 簫         | 簫              | 簘                  | 簘                          | 箫                  |

### 偏旁が簡略化されていない漢字

#### 独自の字体
| 正体字 （台湾） | 新字体 （日本） | 新加坡漢字 （シンガポール） | 簡体字 （中国大陸） |
| --------------- | --------------- | --------------------------- | ------------------- |
| 綱              | 綱              | 䋄                          | 纲                  |
| 經              | 経              |                             | 经                  |
| 練              | 練              |                             | 练                  |
| 繩              | 縄              | 䋲                          | 绳                  |
| 線 綫           | 線              |                             | 线                  |
| 藥 葯           | 薬              | 葯                          | 药                  |
| 織              | 織              | 𥿗                          | 织                  |
| 觀              | 観              | 覌                          | 观                  |
| 覽              | 覧              |                             | 览                  |
| 纜              | 纜              |                             | 缆                  |
| 賤              | 賎              |                             | 贱                  |
| 質              | 質              | 貭                          | 质                  |
| 頸              | 頸              |                             | 颈                  |
| 譏              | 譏              | 𮗸                          | 讥                  |
| 講              | 講              | 𮗻                          | 讲                  |
| 識              | 識              | 䛊                          | 识                  |
| 譯              | 訳              |                             | 译                  |
| 議              | 議              |                             | 议                  |
| 鷄              | 鶏              | 鳮                          | 鸡                  |
| 驕              | 驕              |                             | 骄                  |
| 驗              | 験              |                             | 验                  |
| 錢              | 銭              |                             | 钱                  |
| 鐘              | 鐘              | 鈡                          | 钟                  |

#### 日本の新字体と同一の漢字
| 正体字 （台湾） | 新字体 （日本） | 新加坡漢字 （シンガポール） | 簡体字 （中国大陸） |
| --------------- | --------------- | --------------------------- | ------------------- |
| 繪              | 絵              | 絵                          | 绘                  |
| 繼              | 継              | 継                          | 继                  |
| 覺              | 覚              | 覚                          | 觉                  |
| 饑              | 飢              | 飢                          | 饥                  |
| 證              | 証              | 証                          | 证                  |
| 鐵              | 鉄              | 鉄                          | 铁                  |

## 脚註
1. ↑  “Singapore – A Flourishing Free Ports”.   U.S. Library of Congress. 2012年12月3日閲覧。（英語）
2. ↑  “Census of Population 2010” (2010年). 2012年12月3日閲覧。（英語）
3. ↑  “『全球华语词典』 (Global Chinese Dictionary)”. 2016年5月21日閲覧。（簡体字中国語）
4. ↑  「綫」は主に香港、マカオで用いられる漢字であり、台湾、日本ではそれぞれ「線」、「線」と書き換えられる。